# Обструенти
Обструенти — приголосні звуки, які формуються за допомогою перекривання потоку повітря, що призводить до збільшення тиску в голосовому тракті. В залежності від ступеня перекриття обструенти поділяються на вибухові, африкативні та фрикативні.
Іншим великим класом приголосних є сонанти.